# La Fortune et le Jeune Enfant
La Fortune et le Jeune Enfant est la onzième fable du livre V de Jean de La Fontaine situé dans le premier recueil des Fables de La Fontaine, édité pour la première fois en 1668.
       Sur le bord d'un puits très profond

       Dormait, étendu de son long,

       Un enfant alors dans ses classes.

Tout est aux écoliers couchette et matelas.

        Un honnête homme, en pareil cas,

        Aurait fait un saut de vingt brasses.

        Près de là tout heureusement

La fortune passa, l'éveilla doucement, 

Lui disant: mon mignon, je vous sauve la vie;        

Soyez une autre fois plus sage je vous prie.

Si vous fussiez tombé, l'on s'en fût pris à moi:

       Cependant c'est votre faute.

       Je vous demande, en bonne foi,    

       Si cette imprudence si haute

Provient de mon caprice. Elle part à ces mots.

       Pour moi j'approuve son propos.

       Il n'arrive rien dans le monde

       Qu'il ne faille qu'elle en réponde:

       Nous le faisons de tous écots;

Elle est prise à garant de toutes aventures

Est-on sot, étourdi; prend-on mal ses mesures;

On pense en être quitte en accusant son sort:

      Bref, la fortune a toujours tort.
— Jean de La Fontaine, Fables de La Fontaine, La Fortune et le Jeune Enfant